# Диселенид рутения
Диселенид рутения — бинарное неорганическое соединение
рутения и селена
с формулой  RuSe2,
серо-чёрные кристаллы.

## Получение
- Сплавление стехиометрических количеств чистых веществ в вакууме:

{\displaystyle {\mathsf {Ru+2Se\ {\xrightarrow {1200^{o}C}}\ RuSe_{2}}}}

## Физические свойства
Диселенид рутения образует серо-чёрные кристаллы
кубической сингонии,
пространственная группа P a3,
параметры ячейки a = 0,59336 нм, Z = 4,
структура типа пирита FeS2
.